# Макклері (Вашингтон)
Макклері (англ. McCleary) — місто (англ. city) в США, в окрузі Ґрейс-Гарбор штату Вашингтон. Населення — 1997 осіб (2020).

## Географія
Макклері розташоване за координатами 47°3′27″ пн. ш. 123°16′13″ зх. д. / 47.05750° пн. ш. 123.27028° зх. д. (47.057605, -123.270263).  За даними Бюро перепису населення США в 2010 році місто мало площу 5,37 км², з яких 5,31 км² — суходіл та 0,06 км² — водойми.

## Демографія
Згідно з переписом 2010 року, у місті мешкали 1653 особи в 699 домогосподарствах у складі 427 родин. Густота населення становила 308 осіб/км².  Було 759 помешкань (141/км²).
Расовий склад населення:
| - 93,5 % — білих - 1,0 % — корінних американців - 0,8 % — чорних або афроамериканців - 0,7 % — азіатів - 0,1 % — вихідців з тихоокеанських островів |

До двох чи більше рас належало 3,4 %. Частка іспаномовних становила 2,4 % від усіх жителів.
За віковим діапазоном населення розподілялося таким чином: 24,6 % — особи молодші 18 років, 58,3 % — особи у віці 18—64 років, 17,1 % — особи у віці 65 років та старші. Медіана віку мешканця становила 37,4 року. На 100 осіб жіночої статі у місті припадало 91,1 чоловіків;  на 100 жінок у віці від 18 років та старших — 85,4 чоловіків також старших 18 років.
Середній дохід на одне домашнє господарство  становив 57 392 долари США (медіана — 49 196), а середній дохід на одну сім'ю — 63 565 доларів (медіана — 53 795). Медіана доходів становила 44 302 долари для чоловіків та 40 694 долари для жінок. За межею бідності перебувало 11,8 % осіб, у тому числі 19,0 % дітей у віці до 18 років та 5,4 % осіб у віці 65 років та старших.
Цивільне працевлаштоване населення становило 814 особи. Основні галузі зайнятості: освіта, охорона здоров'я та соціальна допомога — 20,9 %, виробництво — 13,4 %, публічна адміністрація — 13,1 %, будівництво — 13,0 %.